# Горений Подборшт-при-Великій Локі
Горений Подборшт-при-Великій Локі (словен. Gorenji Podboršt pri Veliki Loki) — поселення в общині Требнє, регіон Південно-Східна Словенія, Словенія.